# Taksim
Taksim (termo turco para "divisão") era o objetivo dos cipriotas turcos que apoiaram a divisão da ilha de Chipre em partes turcas e gregas, um conceito declarado em 1957 pelo Dr. Fazil Küçük Os adeptos turcos da taksim acreditavam que a partição era a única maneira de garantir que Chipre teria sempre uma presença turca e para evitar a assimilação ou suposta limpeza étnica da população turca da ilha, devido à sua população de maioria grega.
Apela para a anexação da ilha à Turquia; se opõe a enosis que era um plano de união com a Grécia.